# Steinkreuz (Wohlsborn)
In Wohlsborn befindet sich ein Steinkreuz am westlichen Ortsrand, südöstlich an der Gartenmauer des Grundstückes Nr. 54 an der Kreuzung Ecke Schöndorfer Straße/Alte Schöndorfer Straße. Es ist ein mittelalterliches Sühnekreuz aus Sandstein. Es weist die lateinische Kreuzform auf. Eingeritzt auf dem Kopf und dem Kreuzungsfeld ist
Weg
nach
Weimar
5/4 St.
Der abgeschlagene Arm wurde 1962 wieder angefügt.
Das Steinkreuz steht auf der Liste der Liste der Kulturdenkmale in Am Ettersberg.